# Cost Per Gross Rating Point
Cost / Gross Rating Point (ou CGRP), qui se traduit littéralement par "Coût par Point de couverture brute" en français, est un sigle utilisé dans le cadre de communications publicitaires. Il représente le coût d'une insertion media dans une campagne divisé par l'indice de pression de cette campagne publicitaire sur une cible définie.
Plus précisément, le CGRP est calculé à l'aide de la formule suivante :
coût/ (taux de couverture (ou taux de pénétration) x répétition moyenne)
Exemple : Une publicité est diffusée à la télévision entre 12h30 et 12h35 sur la chaîne TF1. On estime que seul 18,6 % des femmes entre 18 et 49 ans regardent TF1 à cette heure-ci et que le coût de l'insertion est de 32 450 €. Si cette population cible a l'occasion de voir deux fois le message publicitaire (fréquence moyenne de répétition de la publicité = 2), on obtient un CGRP de 32450/(18,6 x 2) = 872,31 sur la cible des femmes de 18 à 49 ans.